# Inline-skaten

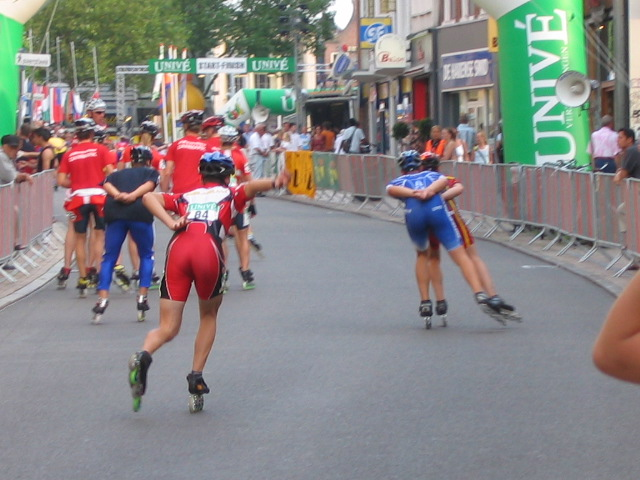
Inrijden tijdens het Europees kampioenschap inline-skaten 2004 in Heerde.

Inline-skaten is een discipline in het hardrijden op de skate, een tak van de skatesport. De sport is voortgekomen uit het rolschaatsen, maar tegenwoordig wordt het in Nederland meer gezien als een variant van het schaatsen op ijs. De top van het inline-skaten bestaat voornamelijk uit marathonschaatsers. Het enige overdekte inline-skatecentrum bevindt zich in Heerenveen, bij Sportstad Heerenveen. Deze 200 meter piste is zeer geschikt voor nationale en internationale skeelertoernooien.
In andere delen van de wereld − met name Zuid-Amerika − is inline-skaten wel een grote sport. Aan het wereldkampioenschap inline-skaten van 2011 deden 35 landen mee, terwijl (ter vergelijking) aan het wereldkampioenschap afstanden langebaanschaatsen in 2011 23 landen meededen. Wat Thialf voor Nederland is, zijn de inline-skatepistes in Zuid-Amerika voor de bevolking aldaar. Inline-skaten is echter geen Olympische sport, waardoor veel wereldtoppers van het inline-skaten overstappen op langebaanschaatsen. Voorbeelden hiervan zijn Chad Hedrick, Bart Swings, Joey Mantia, Shane Dobbin, Derek Parra en Peter Michael.

## Tactieken en technieken

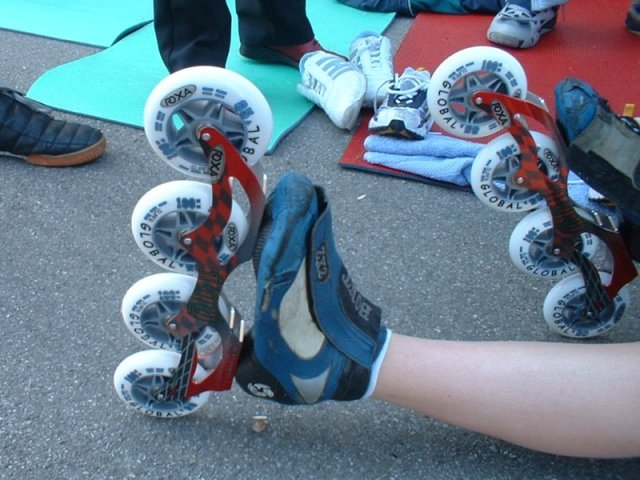
Inline-skate

Inline-skaten lijkt qua techniek heel veel op langebaanschaatsen, maar er zijn enkele wezenlijke verschillen, met name door de grotere wrijving. De introductie van de Double push in 1992 door Chad Hedrick veranderde de techniek echter behoorlijk. Met deze techniek kan er twee keer in elke slag worden afgezet, waarmee hogere snelheden worden gehaald.
Tactieken in het inline-skaten hebben wel wat weg van het wielrennen. Bij langere afstanden worden groepen gevormd en gaat men zo rijden dat men zo min mogelijk wind vangt. Van elke rijder wordt wel verwacht dat hij zijn tijd op kop rijdt, anders zullen andere rijders al snel tegen hem gaan rijden.
Uit de groepen worden aanvallen gedaan, waarbij één of meerdere rijders proberen te ontsnappen uit de groep om een voorsprong te nemen. Zeker bij korte rondjes kan dit heel belangrijk zijn, omdat een ronde voorsprong een redelijk veilige marge geeft. Sinds de commercie haar intrede heeft gedaan en ploegen belangrijker zijn geworden, ziet men ook vaker dat rijders een taak binnen een ploeg hebben. Hierbij zijn één of twee rijders goed genoeg om te winnen, de andere houden deze rijders zo lang mogelijk in de buurt van andere favorieten. Dit is ook te vergelijken met het wielrennen.

## Disciplines
- Time trials (tijdrijden): Dit zijn kortere afstanden, tussen de 100 m en 300 m, gehouden op een baan. Er wordt alleen of in paren gestart. Soms worden ook langere afstanden gereden, maar dat is minder populair.
- Sprint: Groepen van ongeveer 5-6 inline-skaters starten op afstanden van 500 m tot 1000 m. Rijders kunnen finales halen door voorwedstrijden (series) te winnen.
- Afvalraces: Dit zijn races over middellange afstand, waarbij steeds de laatste rijder uit de race moet. Dit wordt elke ronde herhaald, tot er een winnaar overblijft. Het afvallen vindt plaats aan de hand van het eerste wiel van de rijder wat de finishlijn passeert.
- Puntenkoers: Om de ronde krijgt de eerste die de finishlijn passeert 2 punten, en de tweede passerende 1 punt, waarbij het aantal te halen punten kan oplopen naarmate de race vordert. De laatste ronde levert altijd meer punten op. Namelijk drie voor de nummer 1, twee voor nummer 2, en een voor de nummer 3. Uiteindelijk wint de rijder met de meeste punten.
- Puntenkoers met afvallers: Een combinatie van de twee bovenstaande wedstrijdvormen.
- Estafette met 3 rijders per team. In Nederland ook wel aflossing genoemd. De rijders lossen hun teamgenoot af door haar/hem voort te duwen.
- Criterium: Er wordt nu niet gereden over een bepaalde afstand, maar over een bepaalde tijd. Na het verlopen van de tijd worden dan nog enkele ronden toegevoegd, waarna wordt gesprint voor de overwinning. De snelheden kunnen boven de 60 km/uur liggen.
- Marathons: De Marathon is een officiële afstand van 42,195 km. Deze afstand wordt op EK's en WK's op de weg verreden. De gemiddelde snelheid ligt bij de toppers soms wel boven de veertig km/h en wordt binnen het uur verreden.
- Klassiekers: Als een criterium, maar dan over een vaste afstand. De afstand is vaak meer dan 50 km. Er is een parcours met ronden variërend van 2 tot ongeveer 25 km waarop wordt gereden. Af en toe zijn er ook wedstrijden waar de hele afstand één ronde is.

## Wedstrijden

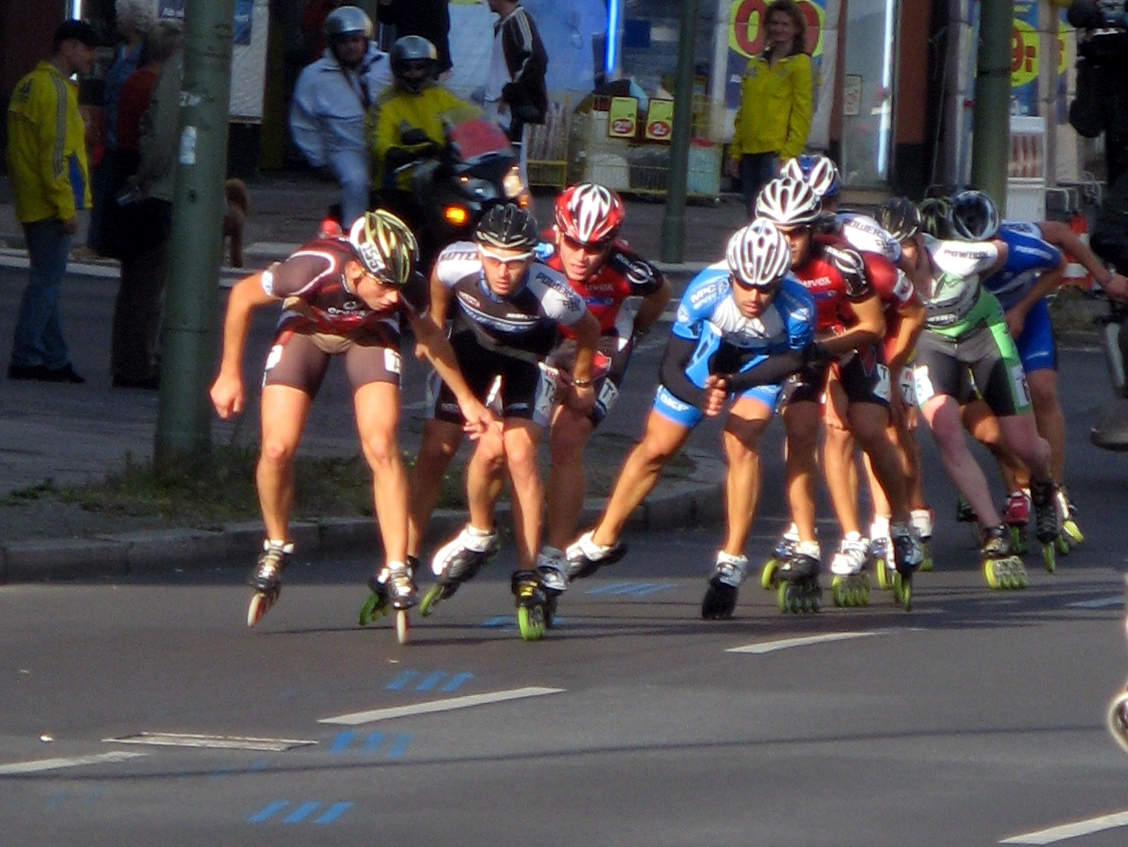
Kopgroep Berlin Inline-marathon 2008

Zowel bij nationale als internationale wedstrijden worden er meerdere disciplines afgewerkt per kampioenschap/competitie. De bekendste wedstrijden in Nederland zijn het NK marathon, waar de sterke mannen uit het schaatspeloton vaak ook aan mee doen en het NK baan/weg. Bij de laatstgenoemde worden, verdeeld over drie dagen, per categorie (vanaf de kadetten) verschillende onderdelen gereden. Deze zelfde onderdelen zijn ook terug te vinden op een WK en een EK. De rijders die daaraan meedoen zijn niet de schaatsers, maar veel meer de behendige krachtpatsers die de kunst van tactiek verstaan. Op de baan (een piste van 200m) worden een tijdrit (time-trial), een 500m, een 1000m, een afvalkoers, een punten(afval)koers en een aflossing gereden. Op de weg, een parcours van meer dan 400m, worden een one-lap (een ronde over het parcours) en een puntenkoers gereden.

### Wereldkampioenschappen
De wereldkampioenschappen inline-skaten worden door de Fédération Internationale de Roller Sports (FIRS) sinds 1937 georganiseerd. Vanaf 1960 wordt inline-skaten over de wereld verspreid. Dit zorgde ervoor dat in 1966 de eerste officiële wereldkampioenschappen inline-skaten werd georganiseerd. Om hieraan mee te doen, dien je geselecteerd te worden door de bondscoaches van de KNSB (Frank Fiers en Valentina Berga), op basis van je resultaten in andere wedstrijden, zoals een NK en Europacups.

### Wereldspelen
Inline-skaten staat al sinds de eerste editie in 1981 op het programma van de Wereldspelen.

### Wereldbeker
De wereldbeker inline-skaten of 'World Inline Cup' is een jaarlijks terugkerende serie marathons op het hoogste wereldwijde niveau, georganiseerd door de FIRS.

### Europese kampioenschappen
De Europese kampioenschappen inline-skaten worden georganiseerd door de Confédération Européenne de Roller Skating (CERS) sinds 1989, na vervanging van de traditionele rolschaats door de inline-skate.

### Competities
Naast de regionale competitie zoals een Oomssport Skeelercup in Zuid-Holland, de Dave van Dam cup in midden Nederland en de landelijke competities onder de namen KPN Inline marathon Cup en KPN inline Cup voor de Senioren Heren, Senioren Dames (op de marathon en de baan) en de jeugd (alleen op de baan) en de Europa Cups.

### Verschillende soorten banen
Indoor wordt meestal op een 100m-baan gereden, op een houten ondergrond. Dit soort banen vindt men vooral in de Verenigde Staten.
Outdoor kan worden gereden op de weg of op speciaal aangelegde inline-skatebanen (vaak ook wielerbanen), op een asfalt- of betonondergrond. Dit soort banen zijn er veel in Europa, maar in de Verenigde Staten nauwelijks. Een dergelijke baan (piste) is vaak 200 m tot 300 m lang met kombochten, maar kan in principe elke willekeurige lengte hebben. Doorgaans hebben de pistes waarop belangrijke nationale en internationale wedstrijden worden gehouden een lengte van 200m, met een speciale coating, genaamd vesmaco, waardoor de skaters meer grip hebben in de bochten.

### Nederlandse indelingen
In Nederland worden wedstrijden verreden onder auspiciën van de KNSB, die een onderverdeling maakt in verschillende groepen. Inline-skaters zijn te vinden in de secties Speed en Recreatie. Onder Recreatie vallen toertochten, waarbij geen (duidelijk) wedstrijdelement aanwezig is. In de sectie Speed vallen wedstrijdrijders. Deze zijn onderverdeeld in Heren (Senior men en Masters), Dames (Senior ladies en Masters), Jeugd (Junior A, Youth (junioren B), Cadets, Pupils 1 t/m 4). Deze categorieën worden ingedeeld op leeftijd en geslacht.

## Bekende inline-skaters
De beste inline-skaters van de wereld komen traditioneel uit landen als Italië, Colombia, Verenigde Staten en Frankrijk. Voorbeelden hiervan zijn Andres Muñoz, Alex Cujavante, Ippolito Sanfratello, Jennifer Alexa Caicedo Mejía, Chad Hedrick, Yann Guyader, Bart Swings en Joey Mantia
In Nederland waren de beste inline-skaters doorgaans ook schaatsers op de lange baan of marathon, enkele namen zijn Jenita Hulzebosch-Smit, Elma de Vries, Crispijn Ariëns, Gary Hekman en de broers Michel en Ronald Mulder. Daar is nu wel verandering in gekomen. Tegenwoordig zijn er ook goede skaters die niet of nauwelijks schaatsen, zoals de broers Rick en Kay Schipper en Remon Kwant. In tegenstelling tot Nederland is inline-skaten in België wel groter dan schaatsen, hier komen ook (voormalig) wereldkampioenen Bart Swings, Jason Suttels, Wouter Hebbrecht en Anja Decoster vandaan.
Verder zijn er ook nog toppers uit andere landen, voorbeelden hiervan zijn Kalon en Shane Dobbin, Sheila Herrero, Desly Hill en Hyo-Sook Woo uit vroegere tijden en Alex Cujavante, Pedro Causil, Daniël Niero, Gwendal le Pivert, Gabriela Rueda, Fabrianne Arias en Francesca Lollobrigida die sinds 2008 de top bestrijken.